# Erigeron elatus
Erigeron elatus là một loài thực vật có hoa trong họ Cúc. Loài này được (Hook.) Greene mô tả khoa học đầu tiên năm 1897.